# Col Beartooth
Le col Beartooth (Beartooth Pass) est un col de montagne situé à 3 337 m d'altitude près du parc national de Yellowstone dans la chaîne montagneuse des monts Beartooth entre les États du Montana et du Wyoming aux États-Unis.

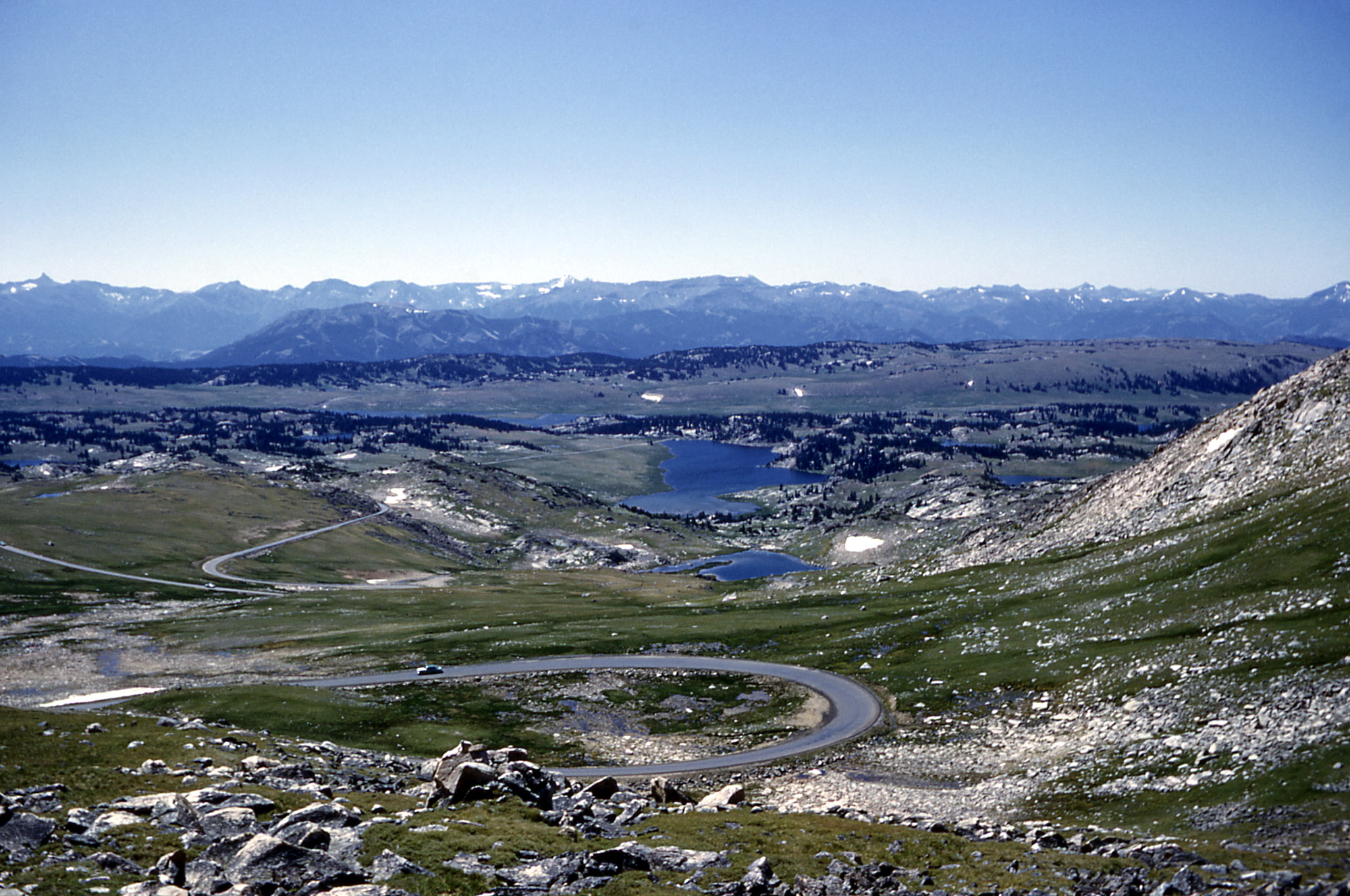
US 212 et les monts Beartooth.

La route du col fut ouverte en 1936. En 2005, la route fut fermée à la circulation pour réparation à la suite d'éboulements et de glissements de terrain.